# 三鈷寺

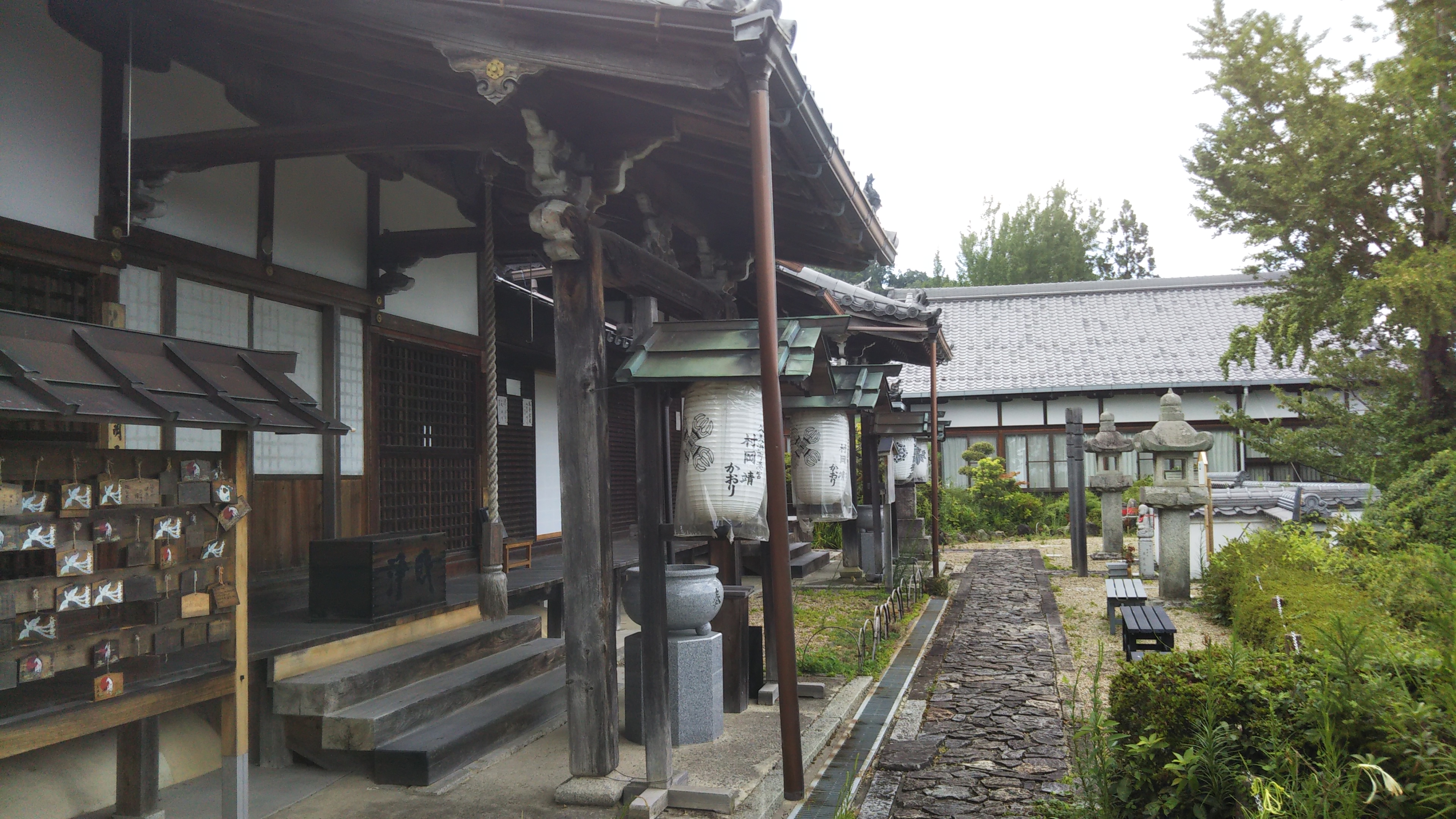
境内

三鈷寺（さんこじ）は、京都市西京区にある西山宗の総本山の寺院。山号は西山。本尊は如法仏眼曼荼羅。鴨瀬山（かもせやま）の中腹にある証空（西山国師）ゆかりの寺院である。

## 歴史
当寺は、承保元年（1074年）に善峯寺を開いた源算が隠居所として結んだ北尾往生院と号する草庵に始まるとされる。二祖観性法橋、三祖慈鎮和尚（慈円）、そして四祖として建保元年（1213年）に法然上人門下の証空、即ち西山国師が法灯を継ぐと念仏の道場として浄土宗西山義（浄土宗西山派、現・西山浄土宗）の拠点とした。その際に、寺名が往生院では宝祖祚長久鎮護国家を祈願するのに不適当であるとし、当寺の背後の山の山頂髢嶽（かもじだけ）の三峰が仏器の三鈷に似ていたところから、寺名を三鈷寺に改めている。また、後嵯峨天皇の勅願所に列せられている。
宝治元年（1247年）に証空が遣迎院で亡くなると、その遺骸は当寺に埋葬された。そして、建長年間（1249年 - 1256年）に証空に帰依していた蓮生（宇都宮頼綱）により多宝塔が建立されると、観念三昧院華台廟と名付けられた。
建武2年（1335年）からは浄土宗西山派の寺院でありながら、天台・真言・律・浄土の四宗兼学の道場となる。
応仁の乱に巻き込まれて堂宇が荒廃するが、その後再興されている。
江戸時代中期には寺基を東側の谷を挟んだ向かいの山にある現在地に移している。
古くから不断念仏の道場であったが、四宗兼学の道場として1951年（昭和26年）に西山浄土宗から独立し、西山宗の総本山として一派を形成した。
境内の南側には隣接して善峯寺がある。

## 境内
- 本堂 - 本尊は本来は如法仏眼曼荼羅だが、現在は奈良国立博物館に寄託されているため、お前立で円珍の作とされる金色不動明王を中心に諸仏が祀られている。その右に祀られている十一面観音は京都洛西観音霊場の札所本尊で、証空の作と伝えられている。
- 華台廟 - 西山国師証空の廟所（西山善惠上人靈廟）。本堂と繋がっている。証空の木造が安置されており、その台座内には証空の墓石である五輪塔が収められている。
- 庫裏
- 客殿（書院） - 京都市街の展望が素晴らしい。1日1組（2名以上）限定で、完全予約制で夕食を摂ることができる。駅までの送迎が付く。
- 山門

## 前後の札所
京都洛西観音霊場
4 西迎寺　-　5 三鈷寺　-　6 乙訓寺
西山国師遺跡霊場
11 真宗院　-　12 三鈷寺　-　13 光明寺

## 所在地
- 京都府京都市西京区大原野石作町1323

善峯寺に隣接している。

## 拝観料
境内は無料。本堂・華台廟・客殿内部は500円。客殿で抹茶付きの拝観で1000円。客殿が前述の夕食の準備や法要等で使用されている時は本堂・華台廟のみの割引料金での拝観となる。

## 交通
- JR京都線向日町駅または阪急京都線東向日駅から、阪急バス66系統善峯寺行にて終点善峯寺下車、善峯寺とは別の参道を徒歩13分。
  - 善峯寺バス停から8分の善峯寺境内を通過して、回転扉式の北門から徒歩1分。善峯寺の入山料が必要となるが、前記の道よりも少し高低差が少なくなる。
  - なお、北門から善峯寺に再入場する場合はインターフォンを使って門を遠隔解錠してもらう必要があるが、再入場は可能である。善峯寺の入口でもらったパンフレットを監視カメラに呈示する必要がある。
  - 最初に三鈷寺に入り次に善峯寺に入る場合は、インターフォンを使い、拝観料を釣り銭の無いよう用意して監視カメラに呈示したあと拝観料入れに入れれば入場できるが、パンフレット類をもらうことができない。
- 自家用車利用の場合は善峯寺の有料駐車場を使用すると高低差があまりないが、駐車料金と善峯寺の入山料が必要となる。
  - 寺のすぐ近くまで行く道もある。ただし、極めて狭くかつ急坂で、切り返しの難しい急カーブが連続し、駐車スペースは数台だけである。ただし、駐車料金がかからない。

冬季の間、善峯寺行バスは手前の小塩止まりとなる。